# Kapela svetega Petra in Pavla, Lukačevci
Kapela svetega Petra in Pavla je kapela v kraju Lukačevci, župniji Murska Sobota, ter Mestni občini Murska Sobota. Stoji v središču naselja. 
Kapela je bila zgrajena leta 1872. Njena posebnost je, da ima zvonik z odprto nišo za zvon, ki pa je zaščiten s streho nad njim. Nad tabernakljem je kip Marije Pomočnice, ki z levico drži Jezusa, v desnici pa ima žezlo. Drugi, starejši kip predstavlja Marijo z Jezusom. Na levi strani je freska sv. Petra, na desni sv. Pavla, nad njima pa je po en angel. Na vrhu je freska Svete Trojice.
Okrog kapele je sedem divjih kostanjev, ki so bili po vsej verjetnosti posajeni ob postavitvi kapele, leta 1872. 
Da bi pridobili več prostora, so leta 1975 postavili nadstrešek, katerega strop ima leseno oblogo, na pročelju nadstreška pa je pritrjen križ.  
Proščenje je na godovni dan zavetnika kapele, tj. 29. junija.